# Grand Prix Hassan II 2025
Grand Prix Hassan II 2025 a fost un turneu profesionist de tenis organizat în cadrul circuitului masculin ATP, care a avut loc în perioada 31 martie–6 aprilie, la Marrakesh, Maroc, pe terenuri cu zgură. A fost cea de-a 39-a ediție a Grand Prix Hassan II, parte a categoriei ATP 250 din sezonul Circuitul ATP 2025.

## Campioni

### Simplu
Pentru mai multe informații consultați Grand Prix Hassan II 2025 – Simplu

### Dublu
Pentru mai multe informații consultați Grand Prix Hassan II 2025 – Dublu

## Puncte și premii în bani

### Distribuția punctelor
| Probă  | C   | F   | SF  | QF | Runda 2 | Runda 1 | Q   | Q2  | Q1  |
| Simplu | 250 | 165 | 100 | 50 | 25      | 0       | 12  | 7   | 0   |
| Dublu  | 250 | 150 | 90  | 45 | N/A     | 0       | N/A | N/A | N/A |

### Premii în bani
| Probă  | C        | F        | SF       | QF       | Runda 2  | Runda 1 | Q2      | Q1      |
| Simplu | 90.675 € | 52.890 € | 31.080 € | 18.015 € | 10.460 € | 6.390 € | 3.200 € | 1.745 € |
| Dublu* | 31.530 € | 16.940 € | 9.910 €  | 5.500 €  | 3.240 €  | N/A     | N/A     | N/A     |

*per echipă